# 소닉 더 헤지호그 (8비트 비디오 게임)
소닉 더 헤지호그 (8비트)(Sonic the Hedgehog (8-bit))는 메가 드라이브로 나온 소닉 더 헤지호그를 기반으로 세가 마스터 시스템과 게임 기어로 나온 세가의 게임이다. 1991년 10월에서 12월 사이에 나왔으며, 개발은 소닉 팀의 개발자 몇몇 사람들과 에이션트 사가 서로 협동하였다. 이 게임의 음악은 세가의 프리랜서 작곡가인 코시로 유조가 작곡했다. 또한 이 게임은 닌텐도 Wii와 닌텐도 3DS 로도 개발되었다.
이 게임의 전제와 스토리는 세가 제네시스 게임과 동일하다. 소닉 더 헤지호그 (1991년 비디오 게임)처럼 플레이어는 소닉 더 헤지호그를 이용해 로봇에 갇혀있는 동물들을 구출하기 위해 각 레벨을 통과해야 한다. 게임 플레이도 비슷한데, 소닉은 장애물을 피하면서 링을 수집하지만 8비트 버전이 탐사에 더 집중하기 때문에 속도가 약간 느리다. 그린 힐 존과 같은 일부 레벨의 테마는 메가드라이브 게임에서 차용한 반면, 다른 것들은 독창적이다. 게임 수록곡 편곡과 전작과는 다른 사운드트랙도 특징 중 하나이다.
평론가들은 8비트 소닉의 수준급 다양성, 비주얼, 게임 플레이, 오디오에 찬사를 보냈다. 일부 비판은 게임에 대해 난이도가 낮고 길이가 짧았지만, 많은 사람들은 그것이 16비트 제품과 잘 비교된다고 믿었다. 게임 저널리스트들은 이 게임을 최고의 게임 기어와 마스터 시스템게임 중 하나로 평가했다. 이 게임은 1992년 소닉 더 헤지호그 2를 시작으로 여러 속편을 만들었으며 에인션트의 첫 번째 게임이자 유일한 소닉 게임이었다.

## 개요
8비트 소닉 더 헤지호그는 게임 플레이와 스타일이 같은 16비트 세가 제네시스 게임과 비슷한 사이드 스크롤링 플랫폼 게임으로, 새롭고 변형된 여러 게임 메카니즘을 사용할 수 있다. 이 게임의 스토리라인은 소닉 더 헤지호그 (1991년 비디오 게임)와 마찬가지로, 닥터 에그맨의 음모에 맞서 소닉 더 헤지호그가 동물 친구들을 구하러 사우스 아일랜드로 간다는 구성이다.
게임 플레이 역시 16비트판 원작과 동일하게 플랫폼 사이를 점프하고, 적과 다양한 장애물을 피하며 레벨을 통과한다. 그래픽이나 수직적 구조 삭제 등 여러 요소를 다운그레이드 시켰으며 세가 마스터 시스템과 게임기어의 프로세서 한계로 인해 속도감이 크게 떨어진 것이 특징이다. 카오스 에메랄드를 스페셜 스테이지가 아닌 게임 진행 중에 얻어야 하는 것 역시 메가드라이브 판과는 다른 모습을 보인다.

## 게임 플레이
주로 플레이 되는 방식은 소닉 더 헤지호그 (1991년 비디오 게임)와 동일하지만, 카오스 에메랄드를 액트 안에서 찾아야 한다. 또한, 다운로드 표시와 유사한 아이템 박스가 있는데, 이는 소닉이 죽고 나서 지정 구간에서 되살아나는 스타 포스트와 비슷한 역할을 한다. 그리고 액트를 끝낼 시 표지판을 지나게 되어 있는데, 만약 닥터 에그맨이 그려져 있다면 아무일도 일어나지 않고, 소닉 더 헤지호그 (캐릭터)가 나와 있다면 목숨을 얻으며, 링이 있으면 10개의 링을, 느낌표가 있다면 스페셜 스테이지로 가게 해준다. 그린 힐 존 액트 2와 정글 존 액트 1에서는 물에서 숨을 쉴 수 있지만 래버린스 존은 예외로 한다.
링의 경우, 100개를 모을시 플레이어를 하나 추가시킨 후 누적 없이 0개로 리셋되며 한번 잃은 후에는 다시 얻을 수 없다. 사망시에는 고유한 BGM이 재생되며 각 존의 액트 3에서는 링이 하나도 주어지지 않는다. 스페셜 스테이지는 핀볼 형식으로 구성되어 있으며 범퍼로만 구성되어 있으며 통과 제한시간 전까지 들어와야 입수한 링과 컨티뉴 아이템 박스가 인정된다. 스페셜 스테이지의 경우 링을 50개 이상 모은 후 골인 지점에 들어가야 한다.

### 각 이식본별 차이점
소닉 더 헤지호그 8비트 버전의 경우 세가 마스터 시스템은 북미와 유럽에서만 1991년에 발매되었으며, 게임기어 판만 일본과 북미, 유럽에 동시 발매되었다. 각 이식본별로 스프라이트와 레벨 디자인이 다르며, 그 예로 마스터 시스템에서는 무적 표시가 소닉의 배면에 표시된 반면 게임기어는 주위에서 반짝이는 것으로 표현되는 것이 특징이다.

#### 세가 마스터 시스템
- 6비트 RGB 팔레트(64배색), 1스크린당 32배색 표기 가능, 256 X 192의 그래픽 시스템 보유
- 시스템 바이오스를 이용한 타이틀 스크린 표기
- 세로형 레벨에서 스크린이 올라올때 스크린 최하단으로 떨어질 시 사망 판정
- 20초 내로 레벨 성공시 30,000점 추가
- 너무 빠르게 진행할 경우 스크린 바깥으로 나갈 수 있으며 텍스쳐 없는 공간에 갇히게 됨
- 데모 플레이 1개

#### 세가 게임기어
- 12비트 RGB 팔레트(4096배색), 1스크린당 32배색 표기가능, 160 X 144의 그래픽 시스템 보유
- 시스템 바이오스를 제외한 고유의 타이틀 스크린 표기
- 소닉 더 헤지호그가 뛰어다니며 세가 타이틀 스크린 공개
- 장애물 간 표지판 스프라이트 추가
- 캐릭터의 점프력 저하
- 20초 내로 레벨 성공시 300,000점 추가
- 데모 플레이 2개
- 위로 올려다보거나 아래로 내려다 볼 수 없음

## 개발
1990년 세가는 닌텐도의 게임보이와 경쟁하기 위해 고안된 8비트 휴대용 게임기인 게임기어를 출시했다. 비슷한 시기에 소닉 팀은 16비트 제네시스용 소닉 더 헤지호그를 개발했으며 세가는 게임기어용 소닉 버전을 제작하여 게임기어에 대한 소비자 인지도를 높이기를 원했다. 이후 코시로 유조가 세가와 함께 작업하기 시작했으며, 세가와 개인적인 계약을 맺지 못했기 때문에 게임을 개발하기 위해 '에인션트'를 설립했다. 여동생 아야노 고시로가 감독을 맡았고, 어머니 토모 고시로가 설립자 역할을 맡았으며, 그가 고용한 첫 프로그래머는 하야시 시노부였다. 8비트 소닉은 특별히 게임기어를 위해 만들어졌지만 세가는 잘 팔리고 비슷한 하드웨어를 가진 마스터 시스템용 버전을 에인션트에게 개발하게 했다.

## 평가
평론가들은 8비트 소닉에 찬사를 보냈으며, 대부분은 제네시스 게임을 세련되게 재현한 것이라는 데 동의했다. ACE와 Mean Machines는 메가드라이브 판과 더불어 사용자가 게임을 즐길 수 있다는 점에 동의했으며 게임의 수준별 다양성과 디자인, 액션과 중독성이 강한 게임 플레이, 음향 및 시각적 품질이 강점으로서 공통적으로 강조되었다. ACE는 Genesis 버전의 주요 기능이 세가 마스터 시스템에 그대로 적용된 것을 보고 감명을 받았다고 했다. 게임프로는 또한 8비트 게임을 위한 비주얼을 "최고"라고 여겼다. CVG(Computer and Video Games)와 Go! 지의 리뷰어들도 해당 게임이 이전 버전보다 더 어렵다고 생각했지만, 상대적으로 난이도가 낮고 길이가 짧다고 비판했다. 그러나 대부분은 이들 문제가 큰 문제가 안됨을 알게 되었으며 CVG는 게임이 여전히 플레이어에게 많은 것을 제공하고 메가드라이브 버전만큼 훌륭하다고 기록했다.
버츄얼 콘솔에 재출시된 것에 대한 소급적 평가도 긍정적이었다. IGN은 이전 모델만큼 시각적으로 매력적이거나 빠르거나 야심 차지는 않았지만, 독창적인 디자인으로 여전히 그 자체로 좋은 게임이었다고 기록했다. 닌텐도 라이프는 이것이 마스터 시스템을 위한 최고의 게임들 중 하나라고 했고 소닉 프랜차이즈 역사상 흥미로운 작품이라고 느꼈으며 새로운 경험을 찾고 있는 사람들과 소닉 게임을 막 시작한 사람들에게 게임기어 버전을 쉽게 추천할 수 있다는 것을 알게 되었습니다. 그들은 "짧지만 달콤하다"라고 하면서 카오스 에메랄드를 찾는 것이 가치를 더했다고 말했다. 소닉 메가 컬렉션 플러스를 검토한 게임스파이는 이 게임과 소닉 카오스가 게임기어의 유일한 게임이라고 생각했다 .